# Władysław Eljasz-Radzikowski

Tablica pamiątkowa Tadeusza Kościuszki na kamienicy przy Rynku Głównym 45

Władysław Eljasz-Radzikowski (ur. 1847 w Krakowie, zm. 1921 tamże) – polski rzeźbiarz.

## Życiorys
Był synem malarza Wojciecha Eljasza-Radzikowskiego i jego drugiej żony Tekli z Krzyżanowskich, bratem  malarza Walerego Eljasza-Radzikowskiego i malarki Marii Eljasz.
Ukończył gimnazjum św. Anny w Krakowie, mając 16 lat uciekł z domu, aby brać udział w powstaniu styczniowym. 18 lutego 1863 brał udział w bitwie pod Miechowem, gdzie dostał się do niewoli. Zesłany na Syberię przebywał 4 lata w Nikołajewsku, po powrocie w latach 1868–1873 studiował w krakowskiej Szkole Sztuk Pięknych, studia kontynuował w Monachium (na początku maja 1873 r. zgłosił się do Akademii Sztuk Pięknych - Bildhauerklasse). Rzeźbił portrety, nagrobki, prace o tematyce religijnej. Jego twórczość jest jednak mało znana. W Krakowie wykonał medalion z podobizną Tadeusza Kościuszki na tablicy pamiątkowej wmurowanej w kamienicę przy Rynku Gł.45. W Poznaniu w Towarzystwie Przyjaciół Nauk przechowywane jest popiersie Józefa Ignacego Kraszewskiego, dla Ossolineum we Lwowie wykonał popiersie Jerzego Lubomirskiego, a według katalogu z 1909 Muzeum w Rapperswilu posiada 8 popiersi królów polskich autorstwa artysty.
Pochowany na starym cmentarzu Podgórskim.

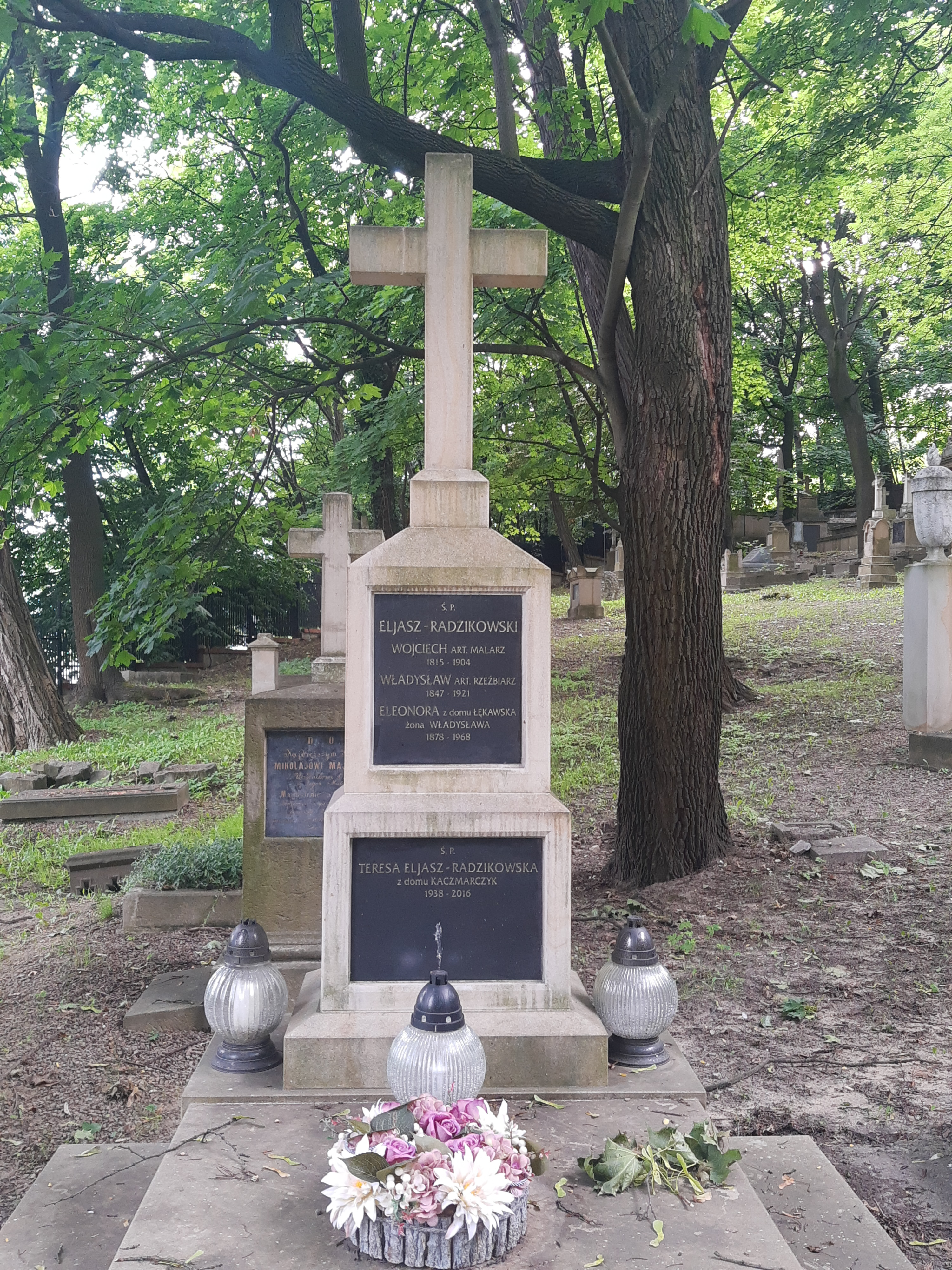
Grób Wojciecha i Władysława Eljasz-Radzikowskich